# Filtre de Sallen-Key
Un filtre de Sallen-Key és un tipus de filtre electrònic actiu d'especial importància per la seva simplicitat. Aquesta topologia fou introduïda per primer cop per R. P. Sallen i E. L. Key del laboratori Lincoln del MIT el 1955.
El circuit produeix un filtre passabaix, un filtre passaalt o un filtre passabanda de dos pols (-40 dB/dècada) emprant només dues resistències, dos condensadors i un amplificador operacional. Per tal d'obtenir filtres d'ordre superior es poden connectar diverses etapes en cascada.
Els filtres de Sallen-Key són poc sensibles a la tolerància dels components, tanmateix són necessaris valors extrems per tal d'obtenir un factor de qualitat elevat.

## Configuració genèrica

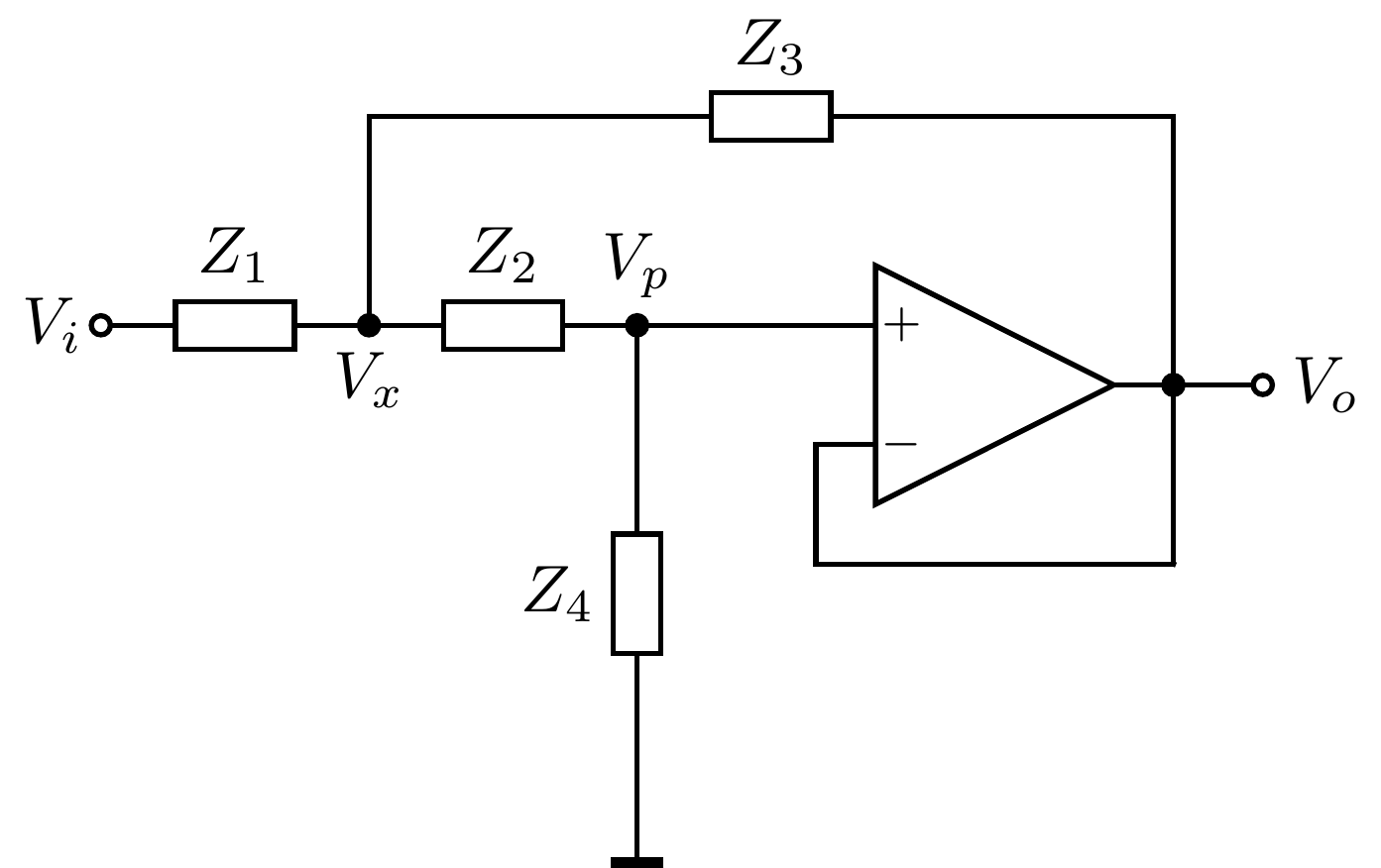
Figura 1: Circuit genèric d'un filtre de Sallen-Key de guany unitari.

A la Figura 1 es pot observar la configuració genèrica d'un filtre de Sallen-Key de guany unitari. Al següent anàlisi es parteix de la hipòtesi d'utilitzar un amplificador operacional ideal.
En un amplificador operacional ideal es compleix la igualtat {\displaystyle V_{p}=V_{n}} (curtcircuit virtual). Com que, amb les connexions mostrades, la tensió de l'entrada inversora és la mateixa que la de sortida, tenim,

| {\displaystyle V_{p}=V_{n}=V_{o}} | \| \| \| \| \| \| \| \| | (1) |
|                                   |                         |     |
|                                   |                         |     |
El mètode de l'anàlisi nodal modificat de circuits ens mostra que podem determinar qualsevol variable del circuit aplicant, en aquest cas, la llei de Kirchhoff del corrent (KCL) als nodes {\displaystyle V_{x}} i {\displaystyle V_{p}} s'obtenen les equacions:

| {\displaystyle {\frac {V_{x}-V_{i}}{Z_{1}}}+{\frac {V_{x}-V_{p}}{Z_{2}}}+{\frac {V_{x}-V_{o}}{Z_{3}}}=0.} | \| \| \| \| \| \| \| \| | (2) |
| |                         |     |
| |                         |     |

| {\displaystyle {\frac {V_{p}-V_{x}}{Z_{2}}}+{\frac {V_{p}}{Z_{4}}}=0.} | \| \| \| \| \| \| \| \| | (3) |
|                                                                        |                         |     |
|                                                                        |                         |     |
Substituint les variables (1) en les equacions (2) i (3) i arranjant aquestes darreres en forma matricial s'obté,

| {\displaystyle {\begin{bmatrix}{\frac {1}{Z_{1}}}+{\frac {1}{Z_{2}}}+{\frac {1}{Z_{3}}}&-{\frac {1}{Z_{2}}}-{\frac {1}{Z_{3}}}\\-{\frac {1}{Z_{2}}}&{\frac {1}{Z_{2}}}+{\frac {1}{Z_{4}}}\end{bmatrix}}\cdot {\Biggl [}{\begin{matrix}V_{x}\\V_{o}\end{matrix}}{\Biggr ]}={\begin{bmatrix}{\frac {V_{i}}{Z_{1}}}\\0\end{bmatrix}}} | \| \| \| \| \| \| \| \| | (4) |
| |                         |     |
| |                         |     |

Resolent aquest sistema per {\displaystyle V_{o}} aplicant, per exemple, la regla de Cramer resulta,

| {\displaystyle V_{o}={\frac {Z_{3}Z_{4}}{Z_{1}Z_{2}+Z_{1}Z_{3}+Z_{2}Z_{3}+Z_{3}Z_{4}}}\cdot V_{i}.} | \| \| \| \| \| \| \| \| | (5) |
| |                         |     |
| |                         |     |